# アンティグア・バーブーダ料理

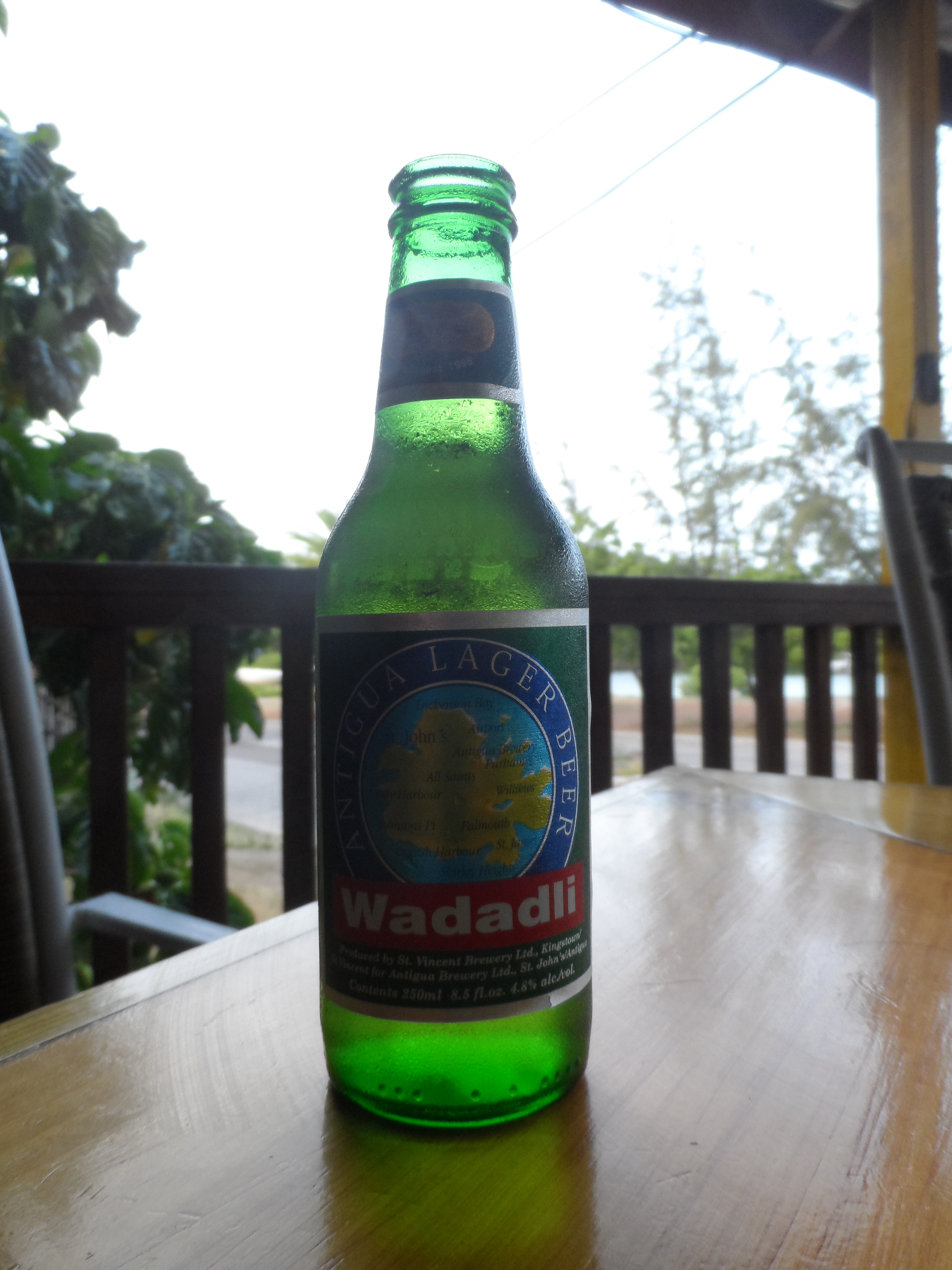
アンティグアのラガービール、ワダドリ

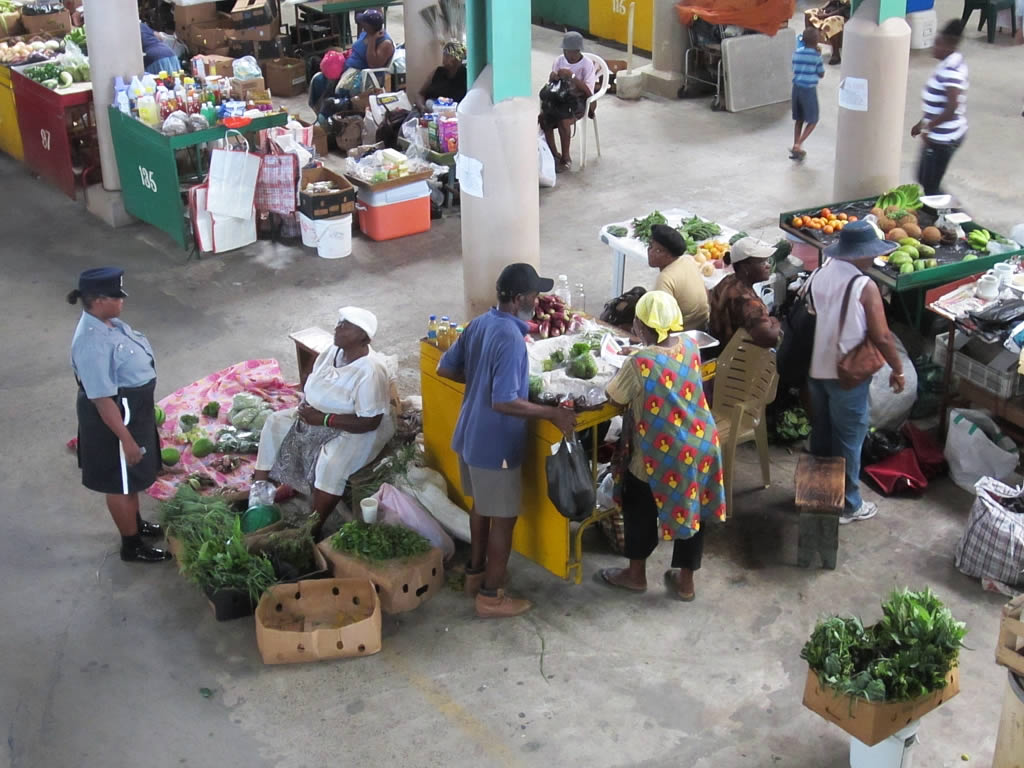
首都セントジョンズの市場

アンティグア・バーブーダ料理（アンティグア・バーブーダりょうり）は、アンティグア・バーブーダの料理。アフリカ料理の影響があるカリブ料理である。

## 背景
アンティグア・バーブーダは、カリブ海に位置する旧イギリス領である。植民地時代に、サトウキビを主力とするプランテーション運営のためアフリカから連れてこられた奴隷を祖先に持つため、アフリカ料理の影響がある。
アフリカからの影響を受けた食物としてはオクラ、サトイモ、タロイモ、ナス、フジマメがある。一般的な料理の一つドゥカナ（Ducana）は、ガーナのDokono（トウィ語でOdokono）に由来し、フンジー（FungiまたはFungee）はフフから派生した料理である。
カリブ料理として、イギリス料理、スペイン料理、フランス料理、オランダ料理からの影響も受けている。西インド諸島の料理であるペッパーポット（唐辛子で味付けしたシチュー）は、フンジーと並ぶ国民的な料理である。
コンクガイ、カキ、ロブスター等の新鮮な海産物が、アンティグア・バーブーダ料理で用いられる。2013年より一部の海産物には禁漁期が設けられ、その間はメニューからも省かれる。
西インド諸島の他の国々と同様にラム酒が作られるが、サトウキビ栽培の衰退により一旦製造が途絶え、バルバドスからの輸入に頼る時期も存在した。

## 料理
- フンジー：挽き割りトウモロコシとオクラのダンプリング[12]。バルバドス料理のカウ＝カウ（英語版）と同様に、ポレンタに類似している料理である[5][注 1]
- ドゥカナ：すり潰したサツマイモをハマベブドウやバナナの葉で包み、蒸したもの（焼く場合もある）。ココナッツ、砂糖、香辛料などを加えて作られる[1][9]。
- ペッパーポット：アンティグア・バーブーダ料理では、野菜を主に用いる唐辛子で味付けしたシチュー[2]。オクラ、カボチャ、サトイモの葉（またはホウレンソウ）、ナス等の野菜を塩漬けの肉または魚と煮こんだもので、フンジーが添えられることが多い[9][12][1][2]。
- ゴート・ウォーター（英語版）：ヤギのスープ。香草・香辛料で味を調えているスープである[15][9][5]。
- スース（Souse）：ブタの足や頭部、尾などをライムの果汁でマリネし、茹でたもの。出し汁で茹でたり、他の肉を使う場合もある[7][16]。

## 飲料
- ティン（英語版）（Ting）：グレープフルーツソーダ[8]。ジャマイカ原産の飲料であり、アンティグア・ブリューワリー（Antigua Brewery）によるライセンス生産である[17][18]。
- ビール：先住民族の言語でアンティグアを表すワダドリ（Wadadli）は、アンティグア・ブリューワリーのペールラガーとして知られる[18][8]。
- ラム酒：イングリッシュ・ハーバー（English Harbour）とアンティグア・キャバリア（Antigua Cavalier）のブランドが知られている[8]。

## 注
1. ↑  両者はしばしば同一視される[13]。カウ＝カウはバルバドスの国民的料理で、小麦粉を使用する点が異なる[14]。